# Elasmus maculatus
Elasmus maculatus är en stekelart som beskrevs av Howard 1894. Elasmus maculatus ingår i släktet Elasmus och familjen finglanssteklar.
Artens utbredningsområde är:
- Costa Rica.
- Kuba.
- El Salvador.
- Puerto Rico.

Inga underarter finns listade i Catalogue of Life.